# 東川路駅
東川路駅（とうせんろえき）は中華人民共和国上海市閔行区に位置する上海地下鉄5号線の駅である。

## 駅構造
| 2F | ← 北       | ■5号線 莘荘方面                |      |
| 2F | 島式ホーム |                                |      |
| 2F | ← 北       | ■5号線 莘荘方面                |      |
| 2F |            | ■5号線 閔行開発区方面          | 南 → |
| 2F | 島式ホーム |                                |      |
| 2F |            | ■5号線 奉賢新城方面            | 南 → |
| 1F | 改札階     | サービスセンター、改札、出入口 |      |

## 駅周辺
- 上海交通大学閔行キャンパス
- 華東師範大学閔行キャンパス
- 紫竹国家高新技術産業開発区

## 歴史
- 2003年11月25日 - 開業。

## 隣の駅
上海軌道交通
■5号線本線
剣川路駅 - 東川路駅 - 江川路駅
■5号線支線
東川路駅 - 金平路駅